# Vicente García (futbolista)
Vicente García, más conocido como Chamaco, fue un futbolista mexicano. Fue campeón de la Temporada 1932-1933 junto con sus compañeros Ernesto Pauler, Antonio Azpiri, Marcial Ortiz, Guillermo Ortega, Ignacio Ávila, Gumercindo López, Julio Lores, José Ruvalcaba, Lorenzo Camarena y Luis "Pichojos" Pérez, jugando la final contra el Atlante, con resultado final de 9-0 a favor del Necaxa.

## Clubs
- Club Necaxa

- Datos: Q2521953